# オペラグローブ
オペラグローブ(opera gloves)は、イブニングドレスやウェディングドレスなどの女性用礼服として着用される長い手袋「イブニンググローブ」(en:evening gloves)の一種である。オペラグローブはイブニンググローブの中でも特に長く、肘を越え上腕中央かそれ以上(脇～肩付近)まで至る長い手袋のことである。したがって、全てのオペラグローブはイブニンググローブの一種だが、全てのイブニンググローブがオペラグローブであるわけではない。 オペラグローブはその長さと特定の使用状況により、イブニンググローブのサブカテゴリーと見なすことができる。
西洋の礼服の多くはキリスト教における儀礼用の衣装に由来しており、特に、戒律に厳しく儀式が重んじられるカトリック教会では肌の露出を抑えることが求められ、司教たちは清純さを表すために手袋(en:Episcopal gloves)を着用した。その流れを受け欧米諸国では王室の公式行事や上流階級の社交界などの礼装に手袋が用いられ、女性の夜礼服などの半袖もしくは袖のないホルターネックやノースリーブのドレスには肘上まである長い手袋が着用されるようになり、高貴な女性は長い手袋によって肌の過度な露出を抑え品位と謙虚さを保った。日本の皇室でもそれを模範としたドレスコードが採用されており、公式行事で女性皇族がオペラグローブを着用することがある。
そのため、神聖で厳格な場における正装としての意味合いが強く、清楚な淑女の洗練された装いとされる。

## 概要
ファッションアクセサリーとしての起源は、中世ヨーロッパのキリスト教礼式による礼拝時のスタイルや、そこから発展したフォーマルウエアであり、ヴィクトリア朝時代には上流階級の多くの女性が着用していたオペラグローブはエチケットの必需品と認識されていた。現代においてもそのファッション性は高く、オートクチュールのファッションウィークやモード系のファッション写真、結婚式のウェディングドレスなどにおいて淑女としての品格と華美を誇示するための象徴となる性格が強い。
西洋式のドレスコードの最上位グレードである「ホワイトタイ」では、女性は床丈のイブニングドレスと白の長手袋を着用することが規定されている。また、イブニングドレスの一種であり、女性の最も正式な礼装として扱われるローブ・デコルテでは、ドレスと合わせオペラグローブを着用するのが正式なマナーである。
素材は、子ヤギの革(キッドスキン(en:kidskin))が正式とされており、ホワイトタイのドレスコードやデビュタントなどのフォーマル性が高い場面ではこの革製のものが期待されるが、革製はオーダーメイドとなることも多く高価である。そのため、一般的にはドレスに合わせてシルクやナイロンのサテンやオーガンジー、レースなどの布製もよく用いられる。色は白か黒が多いが、慶事の礼装として着用される場合は白色が標準であり、白はオペラグローブの代表的な色である。白い手袋は清潔さと純粋さの象徴とされる。

## 解説

### 歴史
手袋の歴史では少なくとも古代ギリシア時代に遡る。紀元前440年に書かれたヘロドトスの著書「歴史」の中に、ガントレット一杯の銀貨を賄賂として受け取った罪に問われていることが記述されている。また、古代ローマ人の記述の中にも、度々手袋が登場し、中には西暦100年前後に活躍した小プリニウスによると、大プリニウスは馬車に乗車中に口述筆記させていた速記者に冬の間は手袋を着用させ寒さの中でも文章を書ける様にしていたという記述がある。そしてファッション、儀式、さらに宗教のために手袋は用いられる。13世紀頃からヨーロッパの貴婦人の間でファッションとしてリネンや絹で出来た手袋を着用する様になり、時として肘まである手袋が広まった。
刺繍と宝石で装飾された手袋は皇帝や王の徽章の一部となり、1189年にヘンリー2世が埋葬された時には、戴冠式の時に着用したローブと王冠、そして手袋と共に埋められたと、マシュー・ペリーは記録している。1797年にイングランド王のジョンの墓を開いた時、それに1774年にエドワード1世の墓を開いた時にも手袋が発見されている。
宗教においても祭服としての手袋は、主に教皇や枢機卿、僧侶達が着用し、教義によりミサを祝う時のみ着用を許されている。この習慣は10世紀に遡り、儀式の際に手をキレイにしておきたいという単純な欲求が始まりかもしれないが、特権階級として豊かになった聖職者達が己の身を飾るために着けた事が始まりとも考えられる。そして、フランク王国からローマにこの習慣は広まり、11世紀の前半にはローマでも一般的になった。
オペラグローブが初めて歴史に登場したのは16世紀の英国であり、記録された最初の女性はエリザベス1世女王とキャサリンデメディチなどの王族だった。エリザベス1世は、1566年のオックスフォードでの式典で、2インチの金のフリンジが付いた長さ18インチの白い革製の手袋を着用した。エリザベス1世が宝石や刺繍、レースで豪華に装飾されたものを着用した時に手袋の流行は頂点に達した。1690年代のメアリー女王の現存する彫刻には、肘の長さの手袋を着用していることが示されている。
ビクトリア朝時代(1837-1901)には、どんな社会階級の女性も多くの手袋を持っており、公共の場で手袋を着用することは靴を着用することと同じくらい必須であると見なされ、カジュアルな場面とフォーマルな場面のためにさまざまな手袋が利用された。
貴族や王族と密接に関連しており、手袋は数千年の王族と権威の象徴とされ、多くの架空の女王、王女、貴族はドレスの一部としてそれらを身に着けているように描かれている。17世紀には婦人服の袖丈が短くなったことに応じて肘丈までの長い手袋が現れ、それが18世紀まで続き、豊かなレースで飾られた革や絹の手袋が用いられた。19世紀初期には婦人服の袖がいっそう短くなったことによって、手袋は肘丈かさらに長い丈で腕に密着したシンプルなものが現れ、袖なしの正装には現在もそれが使われる習慣となった。19世紀の貴族は1日に何度も手袋を取り換えた。午後の外出には馬用の短い手袋を着用し、女性は夜会では長いオペラグローブを着用した。長い手袋の最も人気のある色は白であり、白い手袋は清潔さの象徴であった。
1830年に出版が開始され、1840年代には白いウェディングドレスを世界に広めるなど当時は世界で最も影響力のあったアメリカの女性雑誌「Godey's Lady's Book」には、女性礼服用の手袋について「原則として手袋は常に着用しているドレスよりも明るい色でなければならず、決して暗い色であってはならない。薄い色のドレスに濃い色の手袋を併せることは目にとても不快感を与える。」との旨の記事が掲載された。その影響も相まって、オペラグローブの色は白色系のものが最も流行した。
白い手袋はすぐに汚れるのでたくさん所有し頻繁に取り換えなければならなかった。そのようなことができた裕福な白人女性の手は青白く、日焼けした黒い手は労働者階級に所属することを意味したため、貴族の証である美しい白い手を保持するための手袋は優雅さと真の女性の象徴となった。女性は外出の際、手袋をはめるのがエチケットであった。現代でも礼装には欠かせないものとされている。
日本では、鎌倉時代に鎧の「篭手」として発達した。当時は手覆（ておおい）とも呼ばれた。15～16世紀に南蛮貿易によって西洋式の手袋が輸入され珍重された。やがて国内生産も始まり、手袋作りは貧乏武士の内職として盛んになっていく。「手袋」は俳句における“冬の季語”でもある。明治時代に入ると上流階級や貴族の女性たちが制服やドレスに西欧風の手袋を用いるようになり、大正時代以降は洋装が普及し手袋も一般化し和服にも用いられるようになった。

### 現代
キリスト教文化圏の中でも西欧諸国や、アメリカ・カナダ・オーストラリア・ニュージーランドなどの白人主流派の先進国であるアングロサクソン諸国において礼拝や結婚式および葬式などの礼式が重んじられる神聖な場所、また、社交界におけるハイソサエティな貴婦人の正装として用いられることが多く、その長さはマント・ド・クールやウェディングドレスのトレーンと同様でフォーマル性や品格の指標となる。一般的にドレスの袖が無い(ホルターネック、ノースリーブ)か短い場合は長い手袋を、長袖の場合は短い手袋を着用する。また、スカートが長くなるにつれて手袋も長くなり、フルレングスのドレスはオペラやそれ以上の長さになる。結婚式のウェディングドレスについても、1960年頃までグローブの着用が必須であったため、今日でもウェディングドレスの一部として着用されることが多い。
英国では、イブニングドレスの最高礼装とされるローブ・デコルテにはオペラグローブを併せて清楚な装いに仕上げる。ダイアナ妃が1985年にアメリカを訪れた際に披露された黒のローブ・デコルテとオペラグローブのルックスが話題となった。
由緒正しい正装として着用されるため派手な色合いのものは少なく、シックな色あい（白もしくは黒）のものが多い。なお、グローブの色や質感はドレスと合わせることを基本とする。ドレスの袖と同じ色のグローブは腕を細長く魅せる効果があり、対照的な色は逆効果である。
オーストリアのウィーン国立歌劇場で行われるヨーロッパで最も格式高いダンスパーティーの一つであるオーパンバル(en:Vienna Opera Ball)と呼ばれる上流階級や貴族の若き女性(デビュタント)が集う舞踏会では、服装は純白(オフホワイトやアイボリーなどは不可)のボールガウンと併せ白のオペラグローブの着用が義務付けられており、欧米諸国に多数存在するその他のデビュタントボール(デビュタントの初舞台となる舞踏会)においてもそのドレスコードが準用され、「手袋のないデビュタントはデビュタントでは無い」と言われるほど白の長手袋は重要なアイテムとなっている。何世紀にもわたってデビュタントのスタイルとファッションは変化してきた。しかし、初期のイギリスから現代のアメリカのデビュタントまでずっと変わらないアイテムは白革製の肘上までのデビュタント手袋の着用であった。そのためデビュタントグローブは1世紀以上にわたって上流階級の女性らしさの最も重要なシンボルの1つとして認識されてきた。また、欧米のデビュタントは伝統的に白人女性が主流であり、アメリカ南部などでは白人デビュタントが着用する白のオペラグローブは白人女性らしさとその美しさの象徴として見られることもある。
日本では、女性皇族は常に白の手袋を携帯しているが、これは帽子と共にその貴族性を象徴するための物である。令和元年に行われた「即位後朝見の儀」において皇后雅子によって着用されたことで注目を浴びた。
旧皇族の竹田恒泰は著書「日本の礼儀作法～宮家のおしえ～」において、皇室の晩餐会や儀式などの特別に改まった場面においてローブ・デコルテと併せてオペラグローブを着用し、ティアラ(小さな王冠)を付けることを基本としており、宮中ではこれを女性の最上級礼装としている、との旨を示している。皇太子徳仁親王成婚の際、皇太子妃雅子のローブ・デコルテを手がけたファッションデザイナーの森英恵は「ローブ・デコルテは勲章をつけるためのドレスであり、肌を出し、皮の長い手袋を合わせる正装」と述べている。
また、一般の結婚式においてもウェディングドレスと併せて着用されることが多く、ドレスの袖が無い（ホルターネック、ノースリーブ）か短い場合は長い手袋を、長袖の場合は短い手袋を着用する。グローブの色はドレスの色を乱さないよう白色が標準である。肌を隠す純白のグローブには「清楚」「無垢」という意味も込められ、特に伝統あるチャペルでの挙式では必須とされており、手袋丈が長ければ長いほど格式の高いフォーマルなウェディングスタイル(厳かな正統派)とされている。

### 作法
防寒用の手袋は室内に入り上着を脱ぐとき同時に外すことがマナーであるが、オペラグローブはその限りではない。靴と同様にドレスの一部としてのグローブなので、手袋を着用せずに人前に出ることはエチケット違反であり、特に屋外のイベントでは常に手袋を着用する。舞踏会などで握手したりダンスをしたり、キスをするよう手を差し出すときも着用したままとし、結婚式も同様であり、式典中は手袋を着用する。手袋は衣装の不可欠な部分と考える必要があり、基本的に常に着用し、外して持ち運ぶ癖をつけない。ただし、食事、飲酒、喫煙、トランプ、化粧をするとき、および結婚式の指輪交換のときは外す。
公式行事や正式な式典などで礼服として着用される女性の手袋の丈は肘を超える長さが必要である。礼式区分がホワイトタイの場合は手袋の色は白が標準であり、肘より短い手袋を着用しないこととし、食事のとき以外は常に着用する。白、アイボリー、ベージュなどの白色系はオペラグローブの伝統的な色であり、オペラグローブを着用するほとんど全ての機会に適している。白のオペラグローブは、ほとんど全ての色のドレスと調和する。黒のオペラグローブは白や淡い色(パステルカラー)のドレスには適さないが、濃い色や彩度の高い色の服との相性は良い。ウェディングドレスについては、ガウンおよびその附属するアクセサリーなどが白色を基調としているため、グローブの色もドレスの色を乱さないよう白色が標準である。手袋の上からブレスレットを装着することもあるが、指輪は着けない。

### 適性

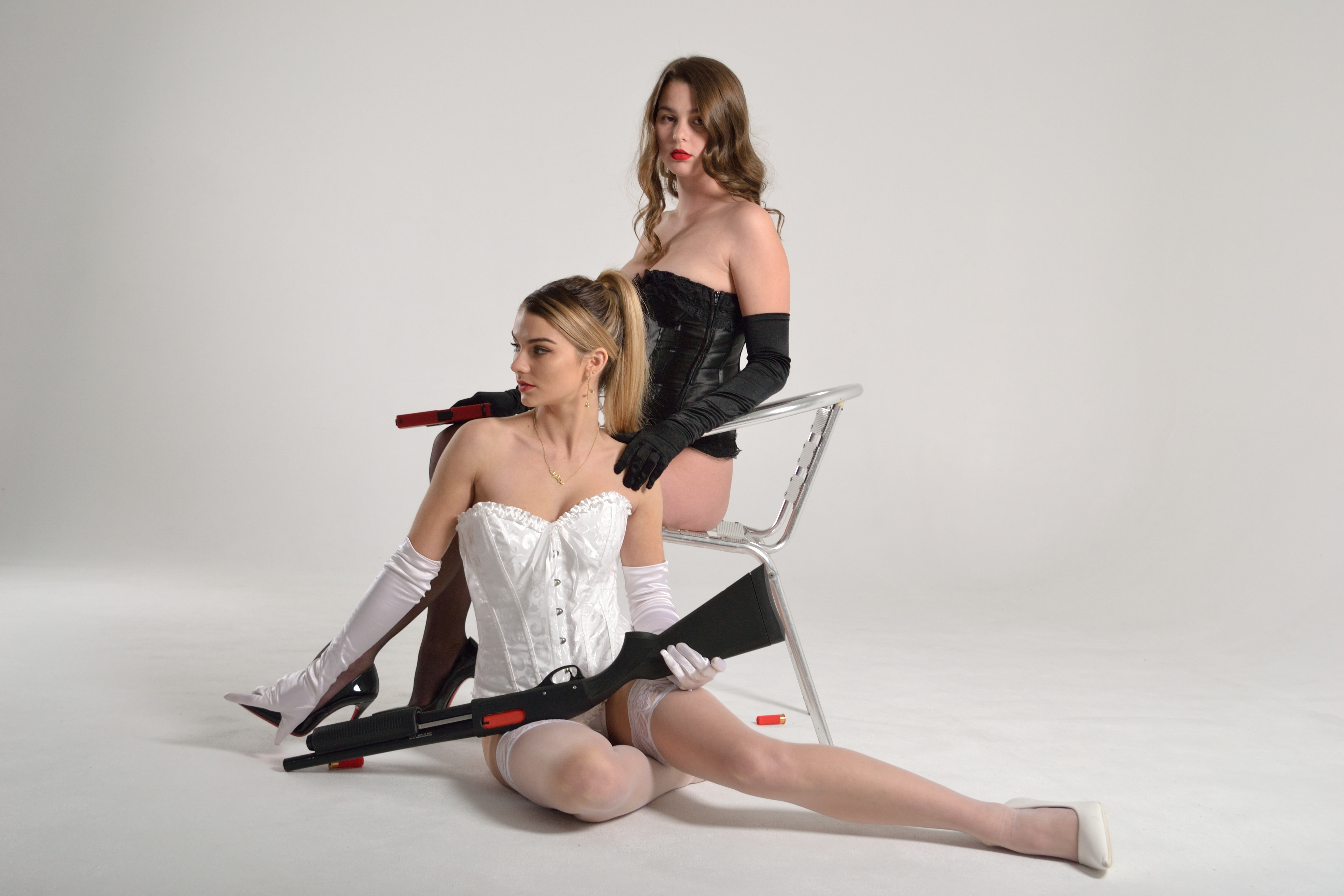
ファッション写真のオペラグローブ

長身細身で腕がほっそりと長い女性に良く似合うものであり、縦長効果によって腕がよりいっそう細く長く演出される。そのため、背が低く腕が太く短い場合は不適であり、逆に腕の太さを強調してしまう。
また、「キューティーハニー」「セーラームーン」「プリキュア」「アイカツ」といったような強く気高い女性をテーマにしたアニメのヒロインに着用されて描かれることが多い。さらに、黒革のオペラグローブは一本鞭やブーツなどと共に厳格な女性のシンボルとなることもある。

## 長さの呼称
女性礼服用の手袋の長さ区分の呼称は、一般的に短いものから順に「wrist length」(手首丈)→「middle length」(下腕丈)→「elbow length」(肘丈)→「long length」(上腕丈)→「shoulder length」(肩丈)、となっている。オペラグローブは「opera length gloves」(オペラの長さの手袋)と呼ばれ、これは「long length」や「shoulder length」などの最も長いものに相当する。同様に長さやサイズの呼称として「opera」という言葉が用いられるファッション小物は他にも多数あり、ドレス,ネックレス,ブーツ,ストッキング(サイズ)等がそうである。いずれも「opera length」や「opera size」と呼ばれる長さは最も長いものの区分に相当し、それらについては「opera」は「super long」や「queen size」と同意語となることが多い。なお「evening」の方は「evening length ～」といったような長さを示す用語として用いられることは殆どなく、まれに用いられる場合は「elbow length」(肘丈)程度のものであることが多い。
googleで「opera gloves」と検索すると「long gloves」も併せて関連検出され、その逆も検出される。「evening gloves」の場合は、「long」(長さ)ではなく「formal」(礼式区分)が関連検出される。「Opera Length Gloves」(オペラの長さの手袋)や「Opera Length Pearls」(オペラの長さの真珠)という英文節にも見られるように、ファッション小物では「オペラ」は「長さ」を示す用語として使われることが多い。
オペラグローブは、肘丈を超える長さであることが重要であり、肘より短い手袋を「イブニンググローブ」と呼ぶことはあるが「オペラグローブ」と呼ぶのは間違いである。
また、グローブの長さを測る定規として「ボタン」が用いられる。これはフランスの測定システムで、手袋にボタンがあるかどうかに関係なく旧来設計における縦に並ぶボタンの数(ボタンのピッチはおおよそ1インチ)による長さに相当することが示される。
オペラグローブと呼ばれる長さのボタン数の目安は16ボタン以上であり、21ボタン以上は「most dramatic length」(最も劇的な長さ)と言われ、肩のすぐ下まで届く。

## 演出作品
- ギルダ(1946)：リタ・ヘイワース

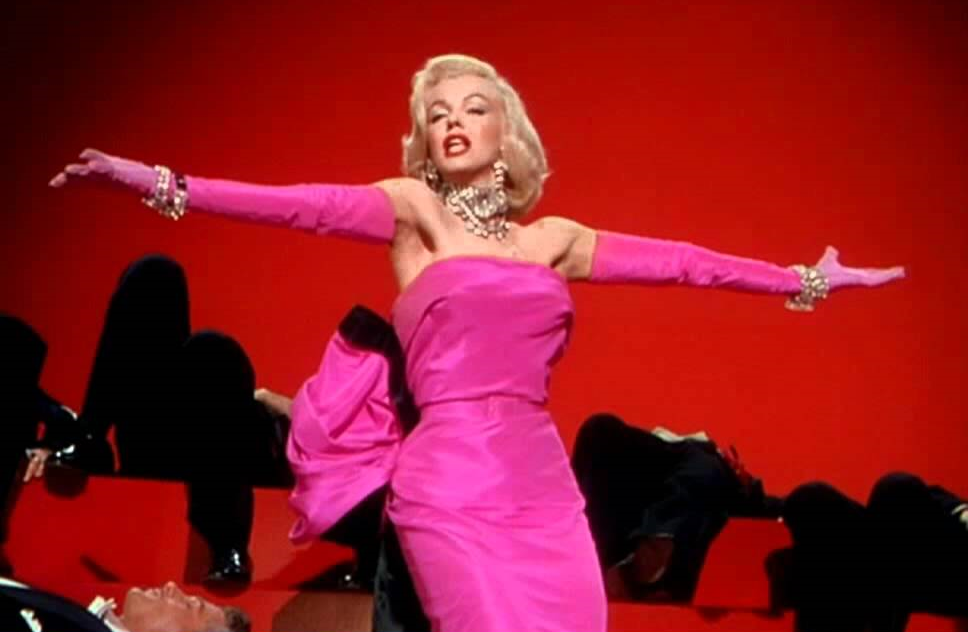
紳士は金髪がお好き(1953)：マリリン・モンロー

- 紳士は金髪がお好き(1953)：マリリン・モンロー
- ティファニーで朝食を(1958)：オードリー・ヘプバーン
- ルパン三世 カリオストロの城(1979)：クラリス・ド・カリオストロ
- ヤッターマン(1977 - 1979)：ドロンジョ

## ギャラリー

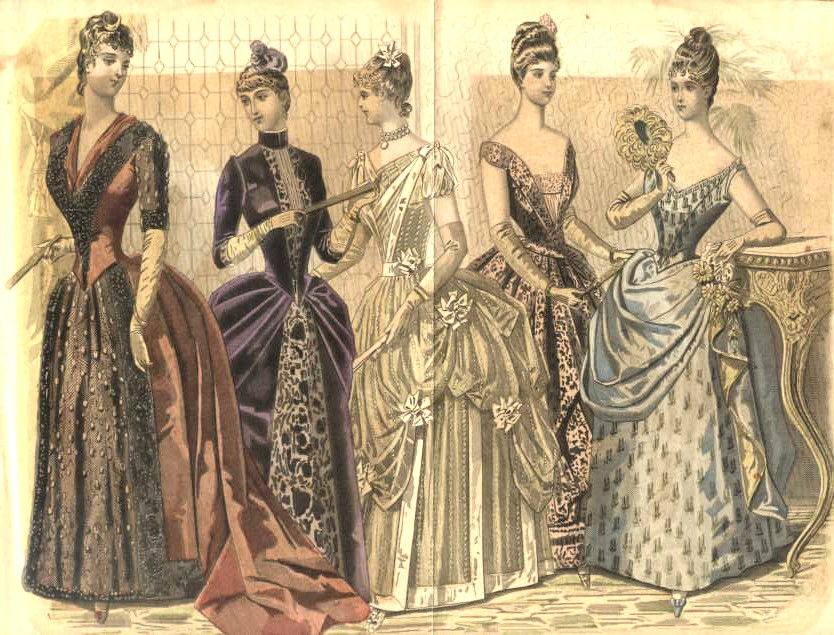
fashion plate from en:Peterson's Magazine, 1888
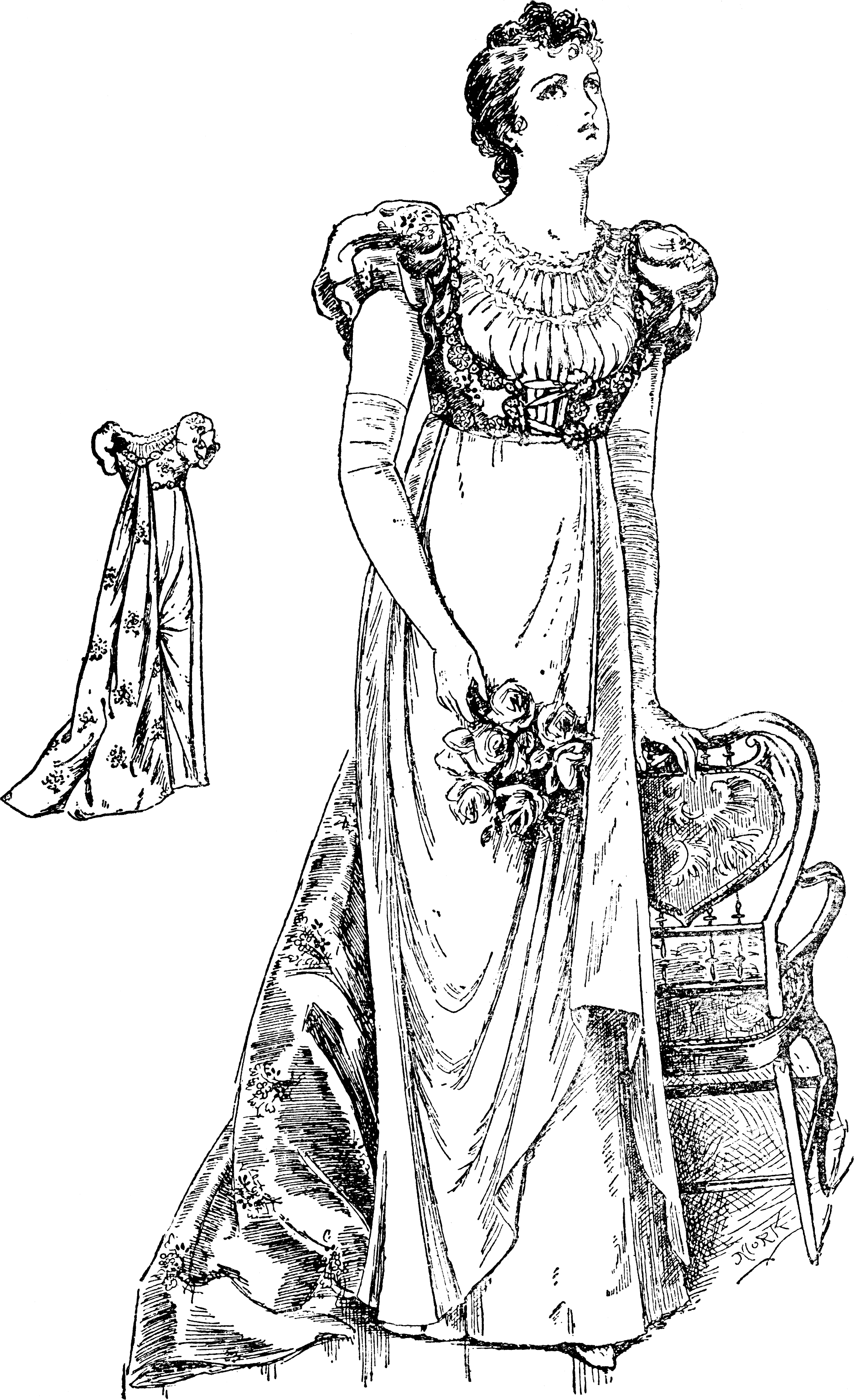
Late 19th century young women's clothing in imitation of early 19th century high-waisted, 1898
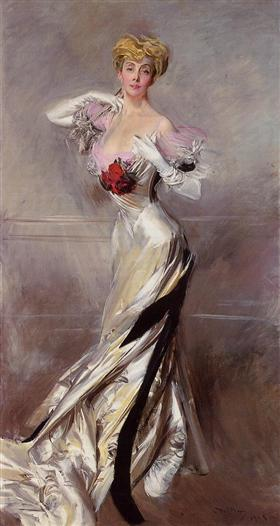
Portrait de la comtesse Zichy par Giovanni Boldini, 1905
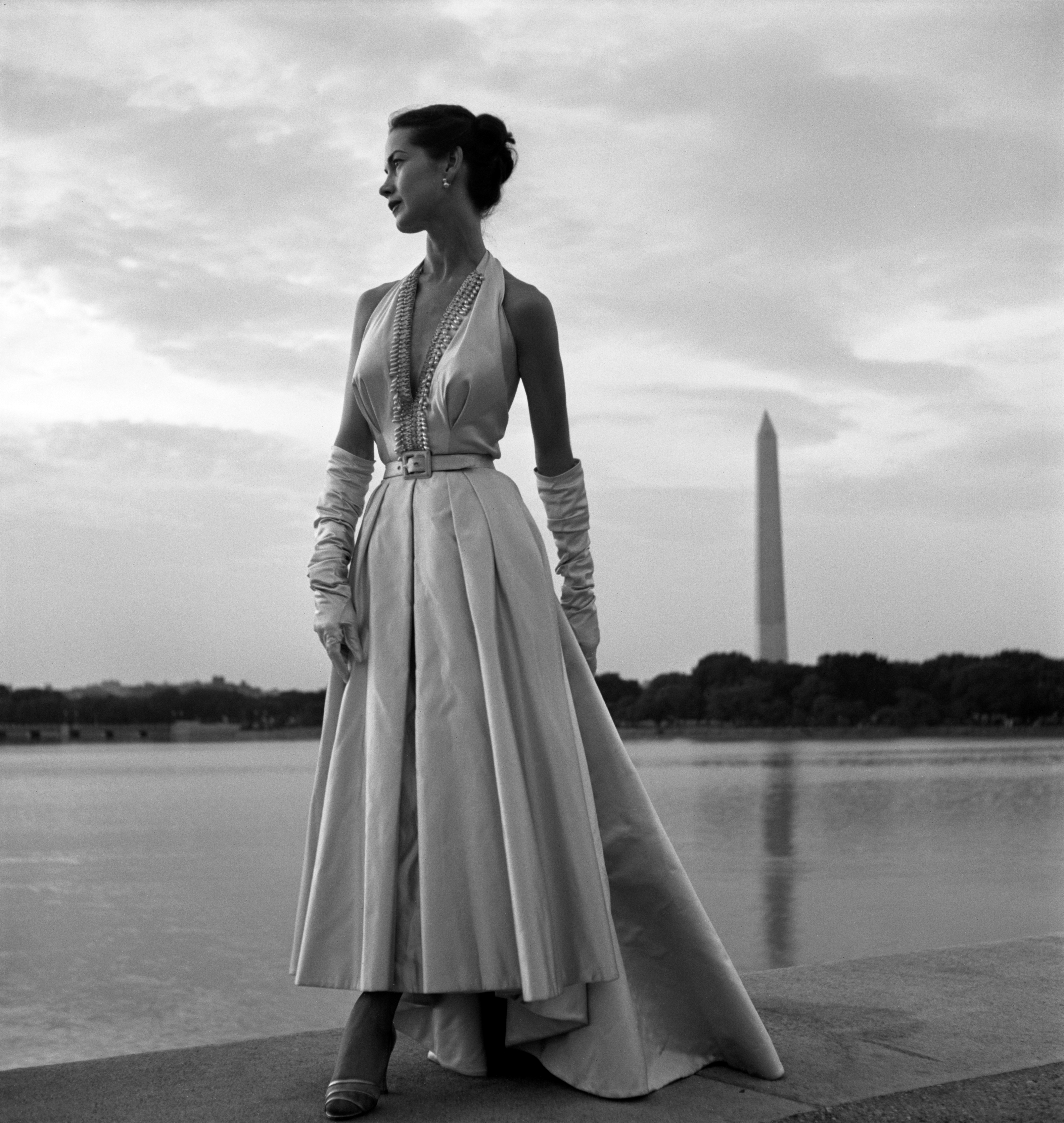
Fashion photograph by Toni Frissell, 1949
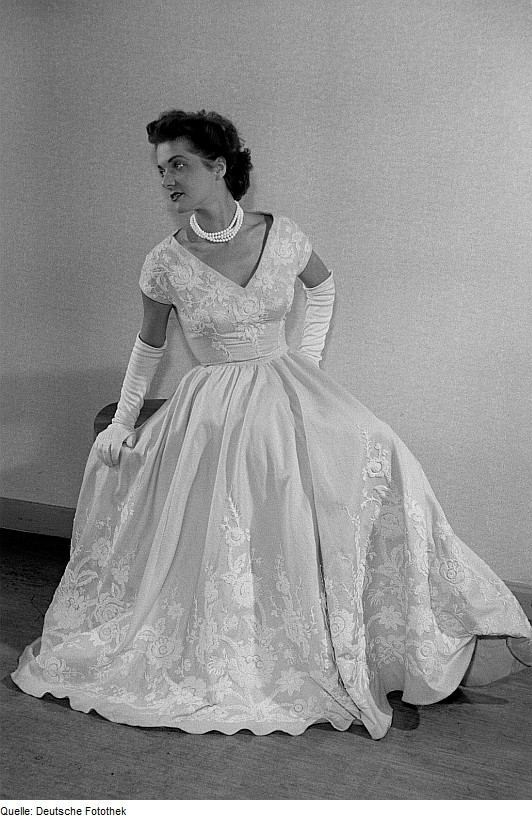
Eine Frau posiert mit Festkleidung bei der "Internationalen Messemodenschau", Herbstmesse 1953
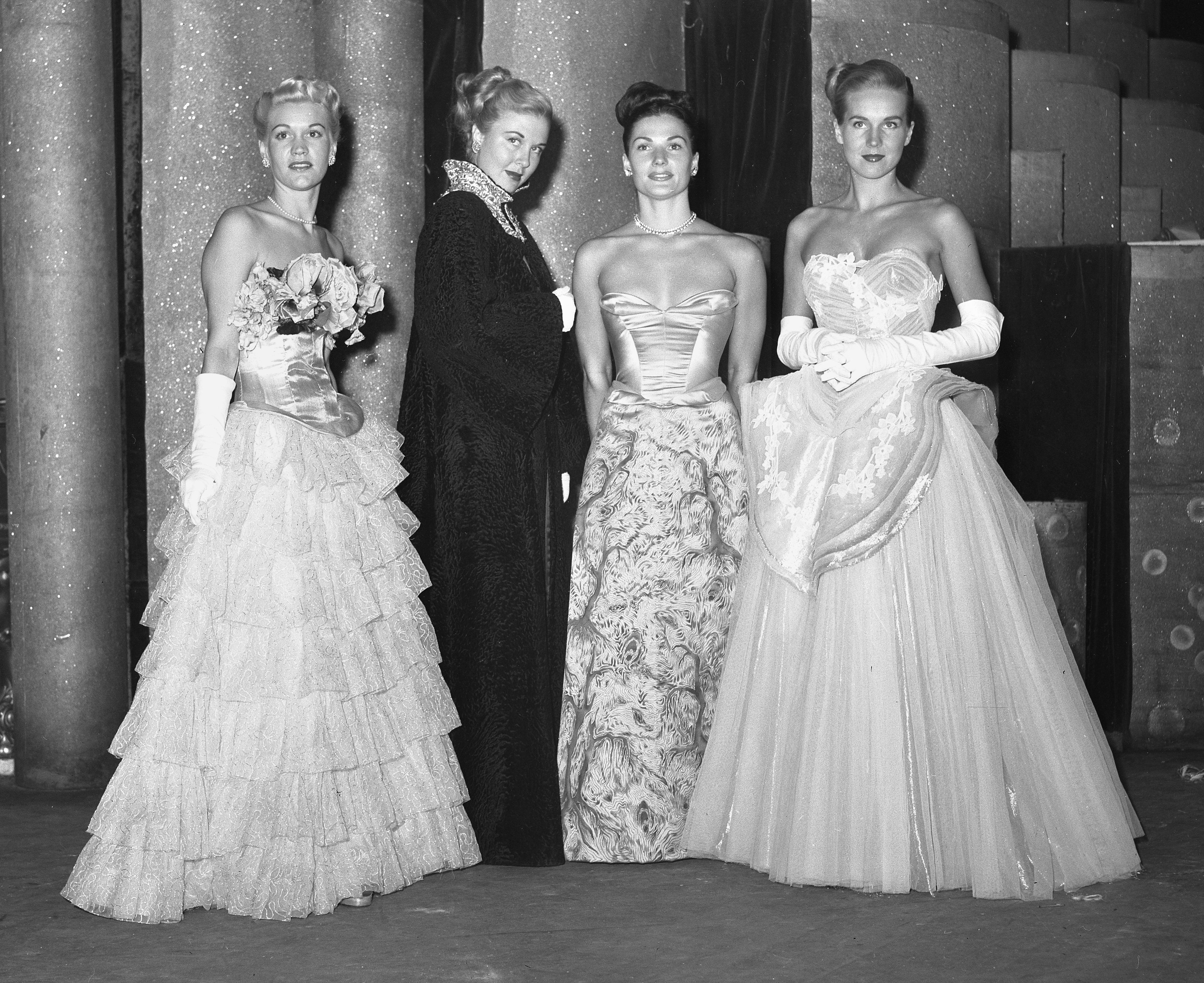
ロサンゼルスファッションウィーク, 1947
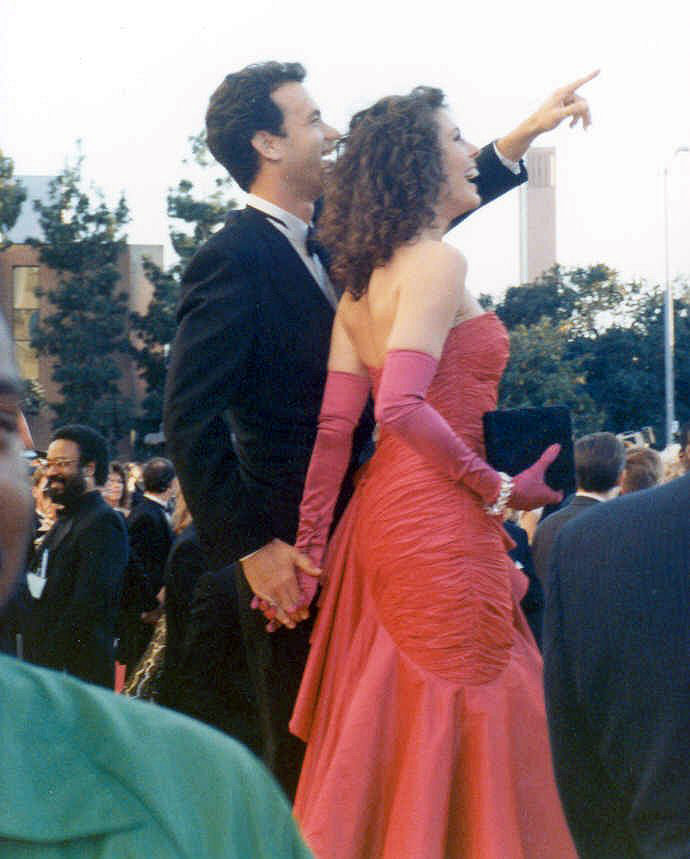
リタ・ウィルソン
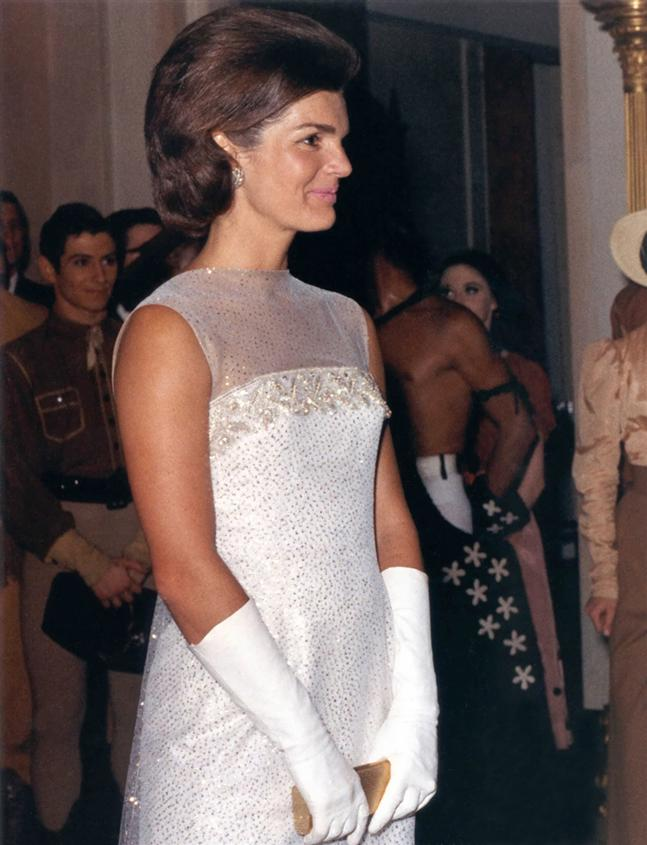
ジャクリーン・ケネディ・オナシス
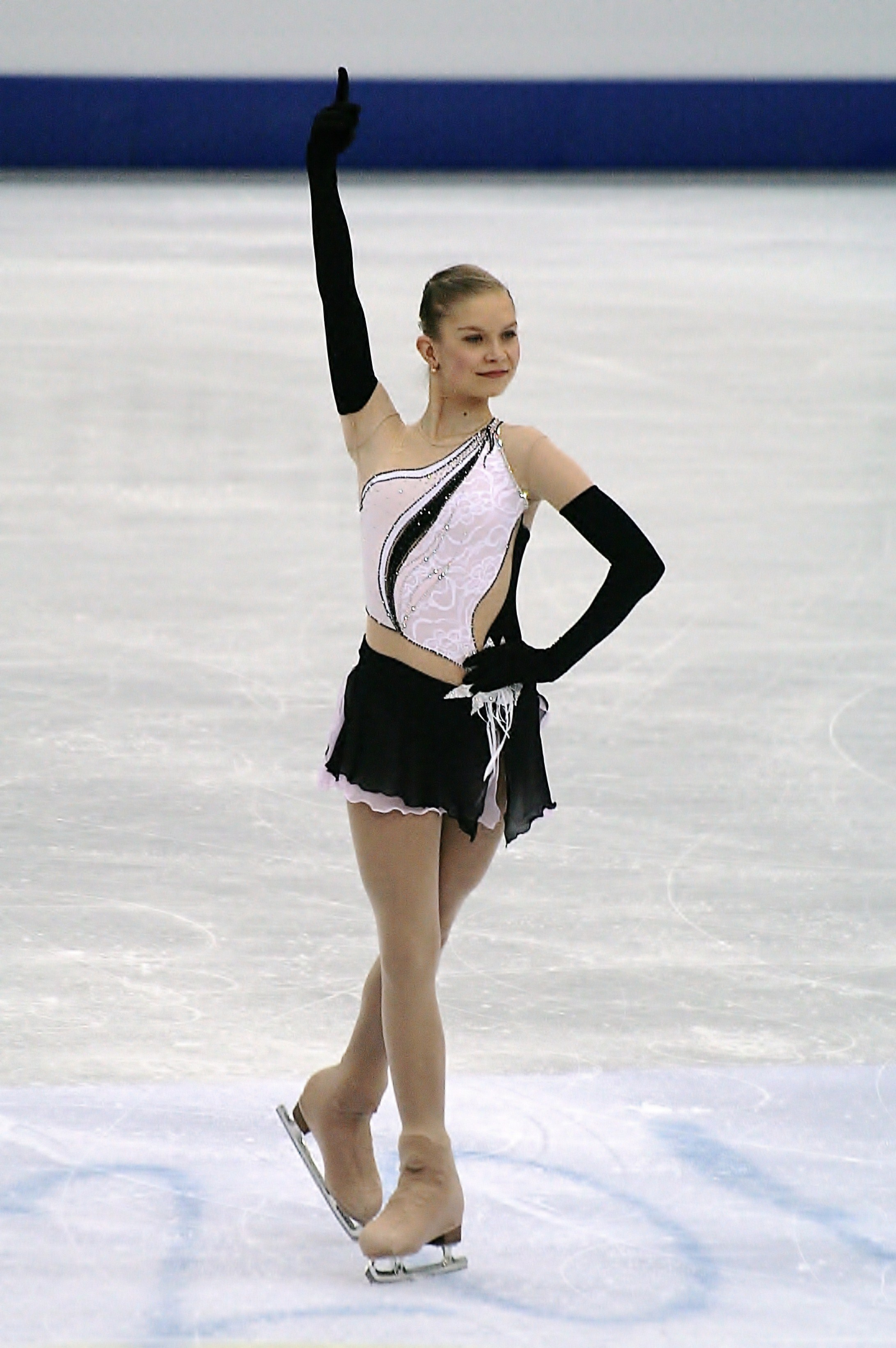
アリサ・ミコンサーリ(フィギュアスケート)
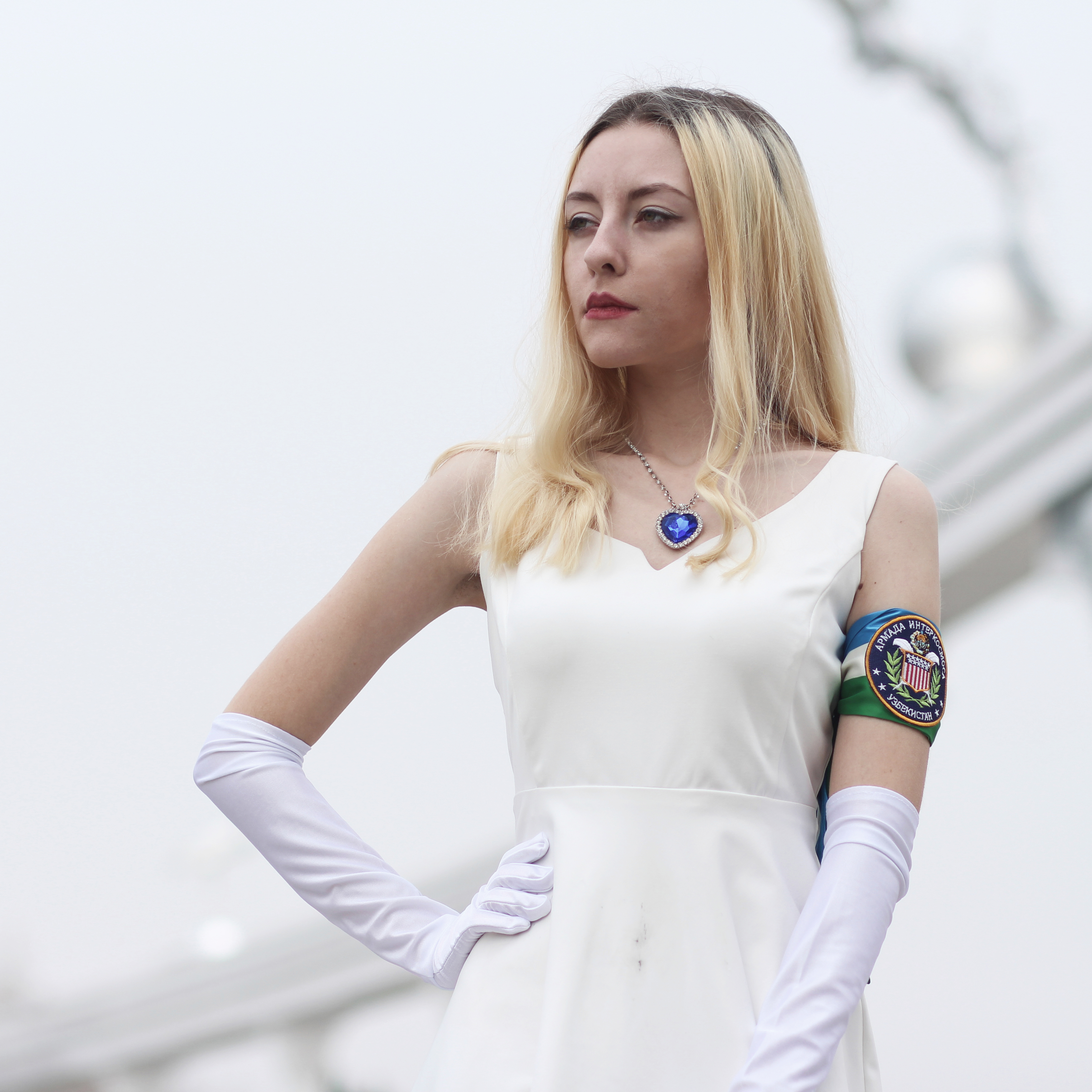
エカテリーナマーティンアルマダ(ウズベキスタンの女優)
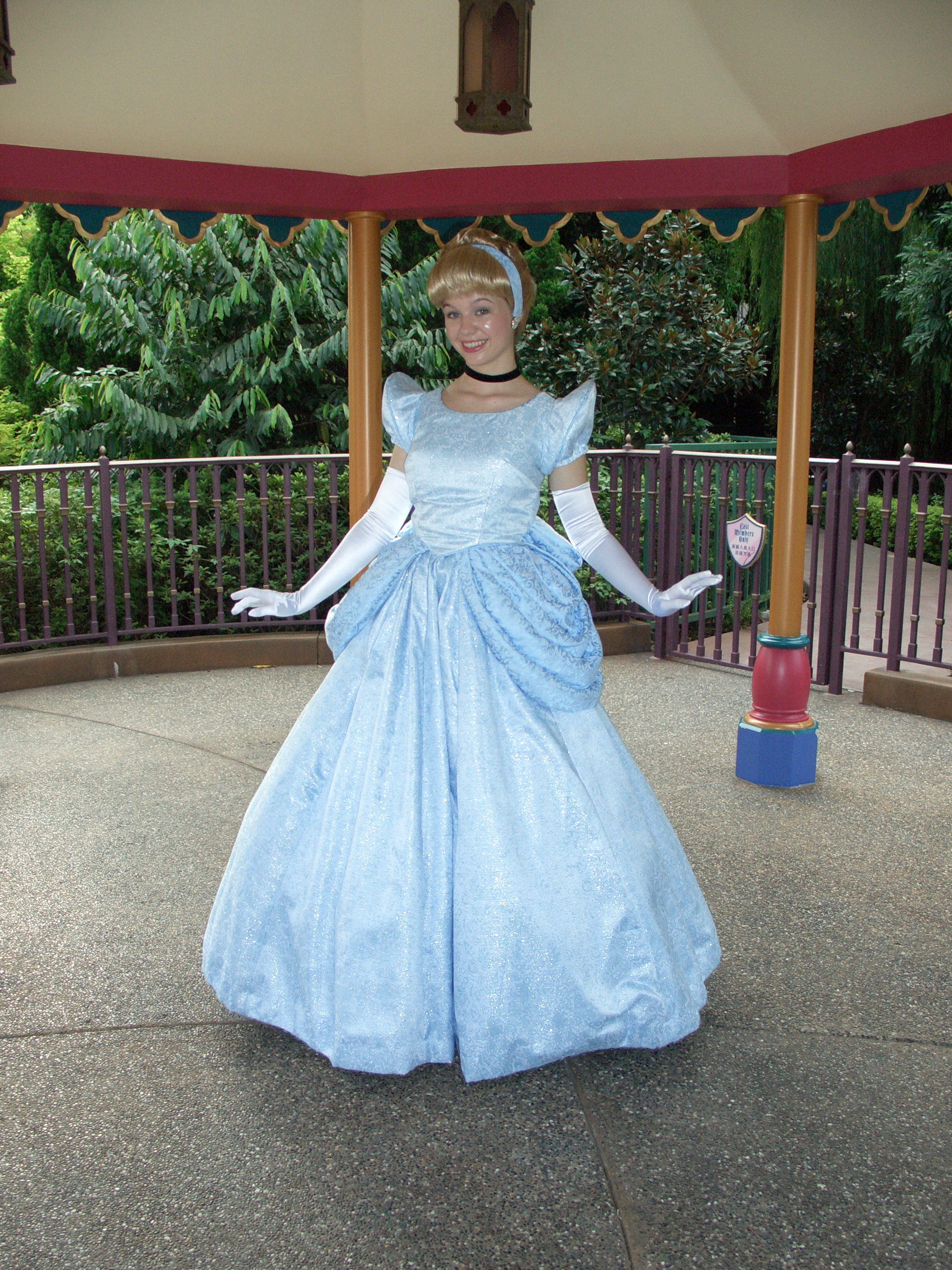
ディズニーキャラクターのコスプレ
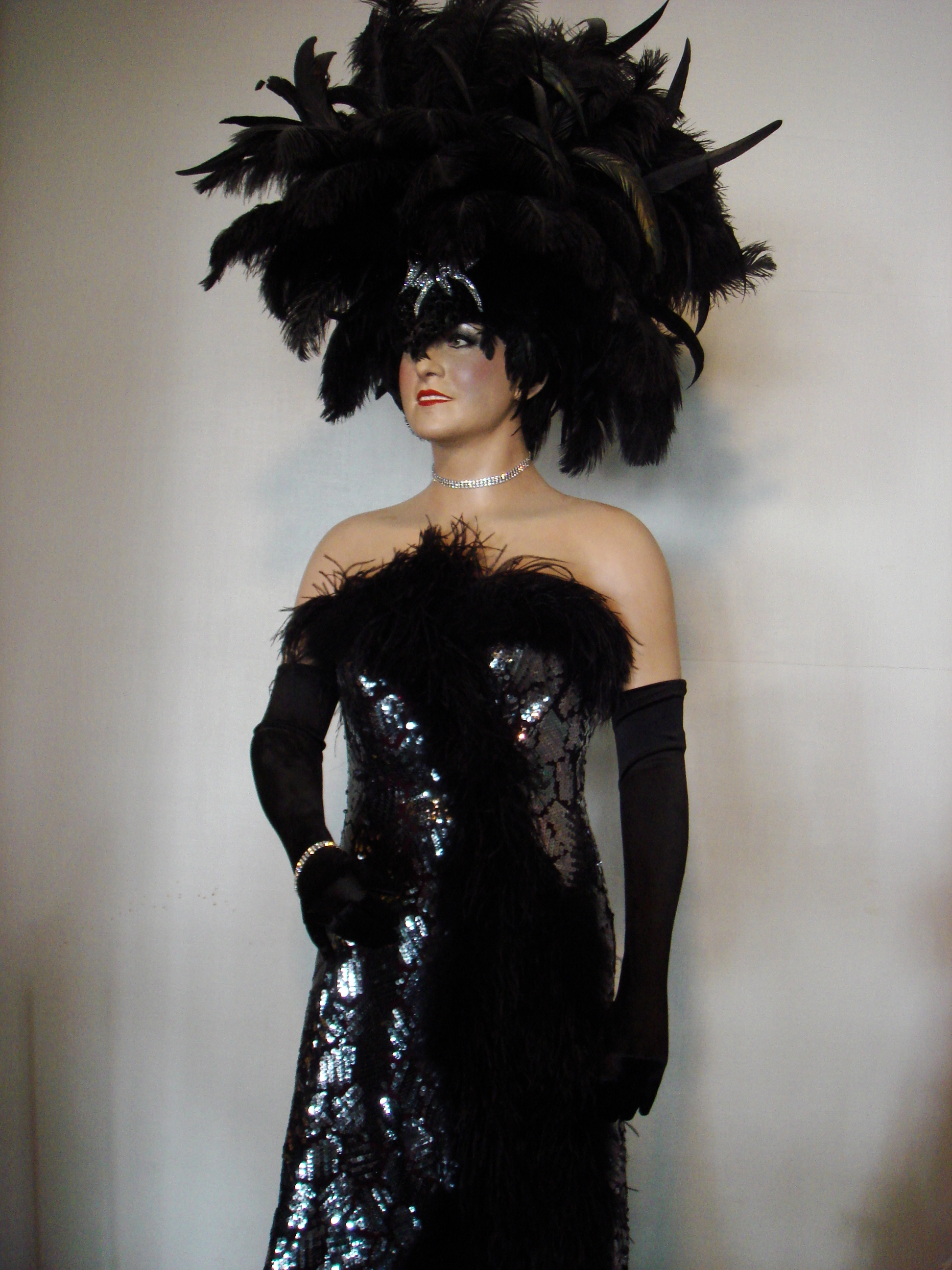
ファッション写真の一例
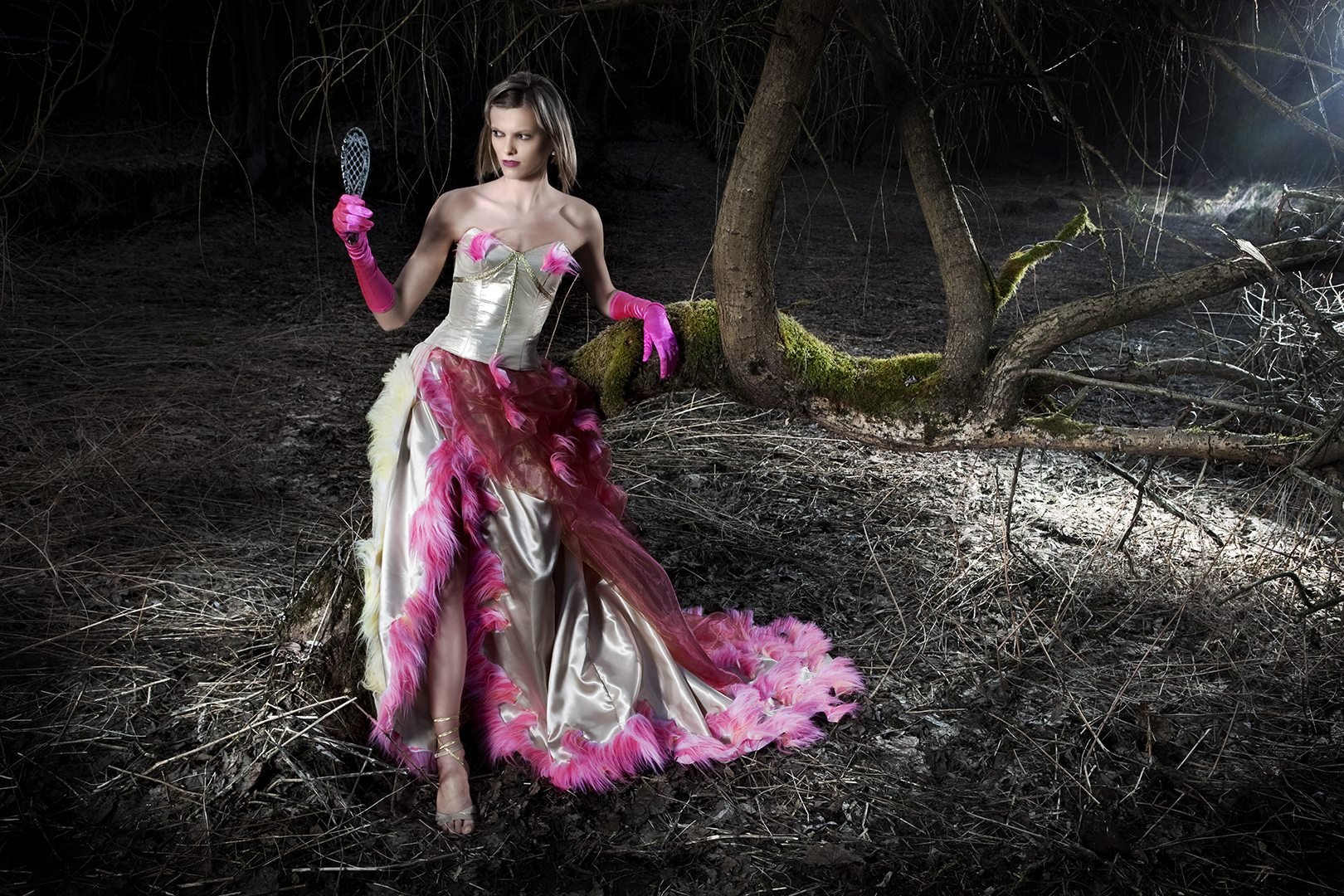
ファッション写真の一例
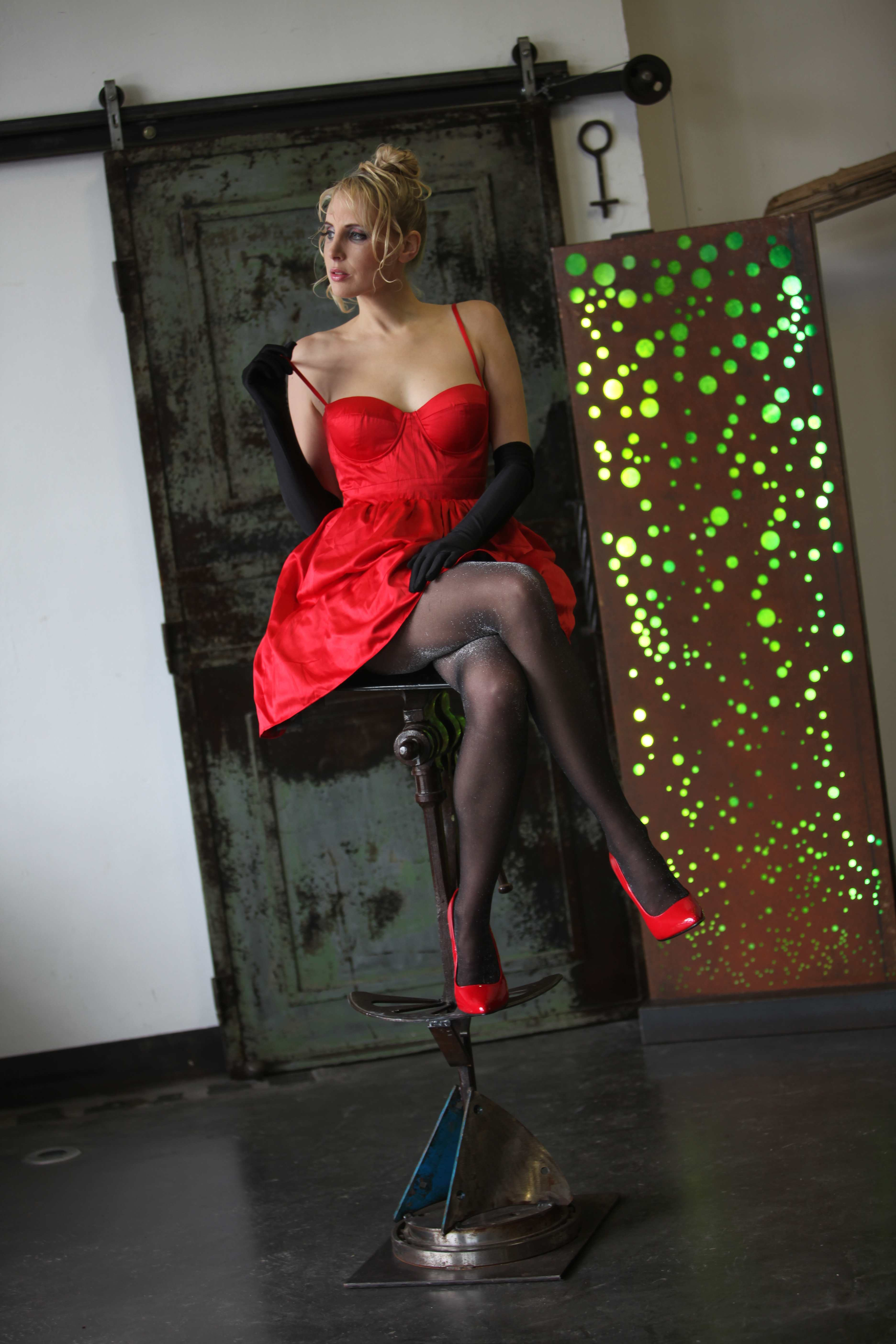
ファッション写真の一例
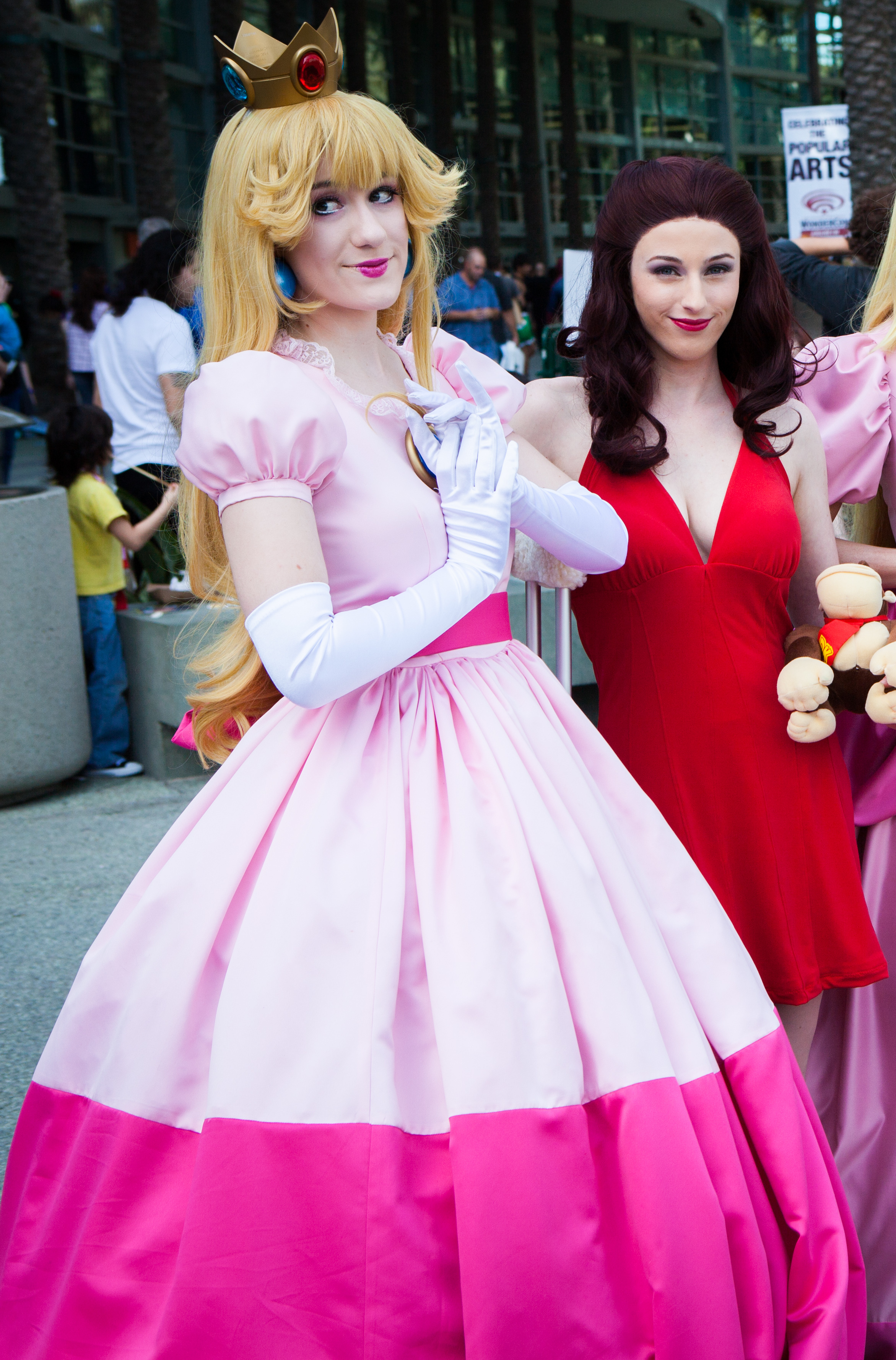
コスプレーヤーの白い長手袋